# Quạ thông
Calocitta formosa là một loài chim trong họ Corvidae.